# Крутиков, Михаил Петрович
Михаил Петрович Крутиков (род. 1955) — советский биатлонист, советский и российский тренер по биатлону. Чемпион СССР в эстафете (1981). Мастер спорта СССР.

## Биография
Окончил Омский государственный институт физической культуры (1978). Выступал за спортивное общество «Буревестник» и город Омск.
В 1981 году стал чемпионом СССР в эстафете в составе сборной общества «Буревестник». Также становился победителем чемпионата РСФСР, призёром Спартакиады народов РСФСР, призёром Кубка СССР (1981).
После окончания спортивной карьеры перешёл на тренерскую работу. Был одним из тренеров участницы Кубка мира Татьяны Шарамчевской. С начала 2000-х годов работал директором СДЮСШОР № 5 г. Омска, также возглавляет детско-юношеский центр «Смена». Среди его воспитанников — победители и призёры чемпионатов мира и России по зимнему триатлону (полиатлону). Награждён знаком «Отличник физической культуры и спорта».